# Hoher Riffler (Verwall)
Hoher Riffler je hora v Alpách, nejvyšší v pohoří Verwallgruppe. Leží v rakouské spolkové zemi Tyrolsko a její výška je 3168 m n. m.

## Poloha a popis
Hora je dominantní, ční nad svým bezprostředním okolím. Za jasného počasí se z hory nabízí panoramatické výhledy na skupinu Verwall na západě, Allgäu a Lechtalské Alpy na severu, Zugspitze a Mieminger Berge na severovýchodě, Karwendel na východě, Ötztalské Alpy na východě, skupinu Ortler na jihovýchodě, skupinu Samnaun na jihu a Silvrettu na jihozápadě. Dohlednost je až 232 kilometrů. Na jižní vrchol vede značená stezka, umístěna je tam také vrcholová kniha. K výstupu na tento vrchol nejsou potřeba žádné zvláštní horolezecké dovednosti. Přechod na severní vrchol (s křížem), který je o dva metry vyšší a vzdálený pouhých 30 metrů, je možný pouze lezením a je určen pro zkušené horolezce.